# Anaplectella aurea
Anaplectella aurea är en kackerlacksart som först beskrevs av Hanitsch 1931.  Anaplectella aurea ingår i släktet Anaplectella och familjen småkackerlackor.
Artens utbredningsområde är Singapore. Inga underarter finns listade i Catalogue of Life.